# Cryptogramma stelleri
Cryptogramme de Steller
Espèce
Synonymes
- Pteris stelleri S.G.Gmel. (basionyme)[2]
- Pteris minuta Turcz.
- Allosorus gracilis (Michx.) Farw.
- Allosorus gracilis (Michx.) C. Presl
- Pellaea gracilis (Michx.) Hook.
- Cryptogramma gracilis (Michx.) Clute
- Allosorus stelleri (S.G.Gmel.) Rupr.
- Allosorus minutus Turcz.
- Pellaea stelleri (S.G.Gmel.) Baker
- Cheilanthes gracilis (Michx.) Kaulf.
- Pteris gracilis Michx.

Cryptogramma stelleri, en français Cryptogramme de Steller, est une espèce de fougères de la famille des Pteridaceae et du genre Cryptogramma, originaire des régions tempérées à froides d'Amérique du Nord et d'Asie.

## Description

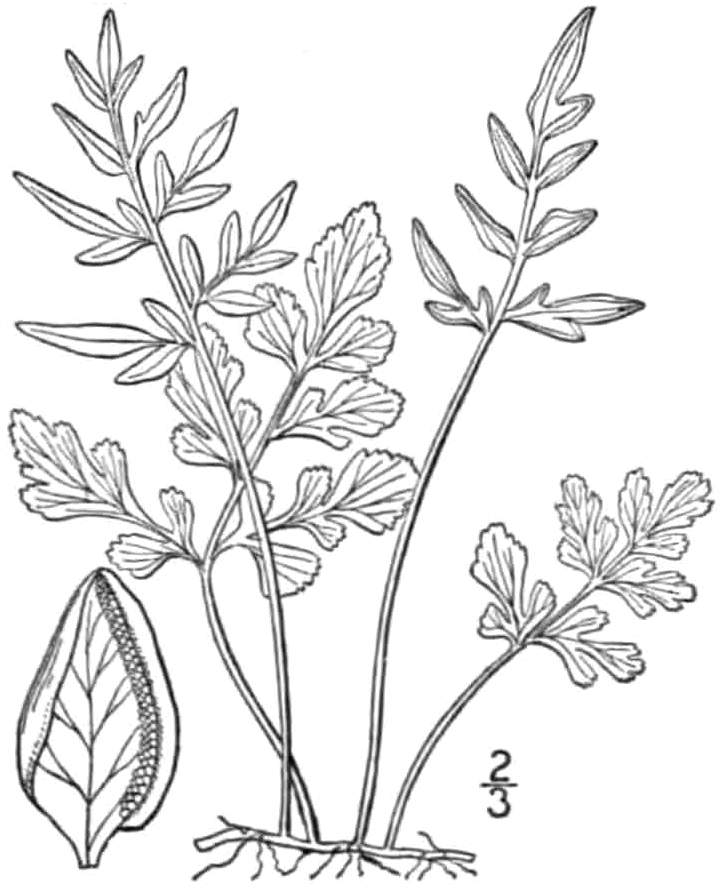
Illustration botanique du Cryptogramme de Steller.

Les tiges sont rampantes, peu ramifiées, minces, de 1–1,5 mm de diamètre, succulentes, cassantes ; les écailles sont incolores, éparses, transparentes-réticulées, ovales, de 0,4 × 0,3 mm ; les tiges se ratatinant la deuxième année suivant l'apparition des feuilles. Les feuilles sont éparpillées le long des tiges, éphémères (mourant à la fin de l'été), se détachant rapidement ; les feuilles stériles sont dressées, de 3–15 cm ; les feuilles fertiles dressées, de 5–20 cm. Le pétiole est brun foncé dans la moitié proximale ou moins, devenant verdâtre distalement, d'environ 1 mm de large lorsqu'il est sec, légèrement sillonné seulement, glabre. Le limbe foliaire est largement lancéolé à ovo-lancéolé, tout penné-pinnatif à deux pennés, herbacé à membraneux, mince ; les hydathodes sont superficielles, souvent peu développées ou absentes. Les segments des feuilles stériles sont ovo-lancéolées à en éventail, distales 1/2-1/3 peu lobées ; les segments des feuilles fertiles sont horizontaux à ascendants, souvent seulement partiellement différenciés des feuilles stériles, lancéolées à linéaires, de 8-25 × 2-4 mm ; les bords sont réfléchis, formant une fausse indusie continue. Les sporanges sont souvent en sores discrètes. Les cellules, quand elles sont diploïdes, possèdent 60 chromosomes (2n=60).

## Habitat et écologie

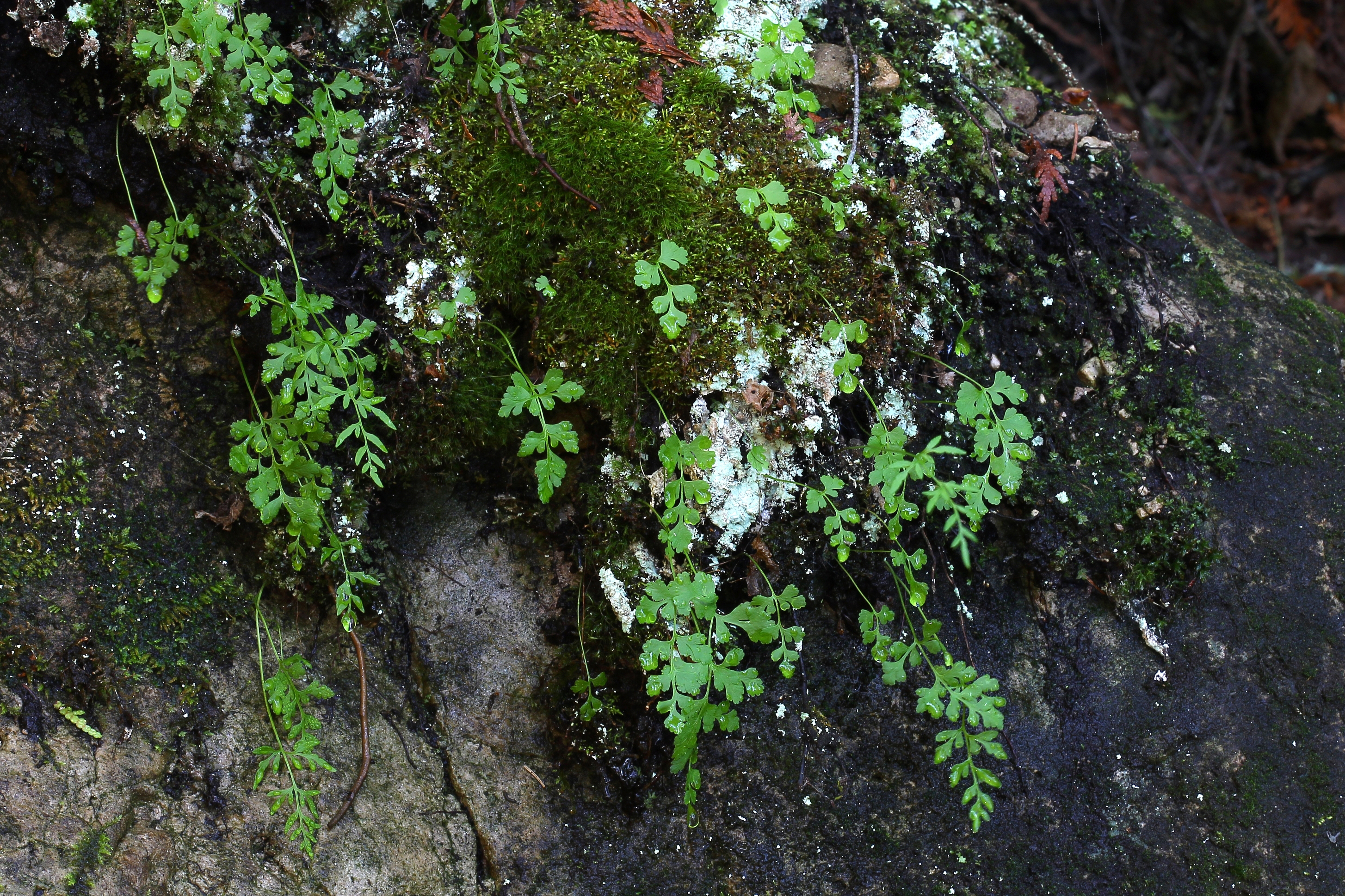
Cryptogramme de Steller dans son habitat.

Les nouvelle pousses apparaissent au printemps, mourant à la fin de l'été. Le Cryptogramme de Steller pousse dans les fentes de falaises calcaires et les corniches rocheuses abritées, généralement dans les forêts de conifères ou autres habitats boréaux, dans les anfractuosité de rochers dans les forêts de sapins ou de rhododendrons, jusqu'à une altitude de 3 000 m en Amérique du Nord, jusqu'à 4 200 m en Asie.

## Répartition
L'espèce a pour aire de répartition les régions tempérées à froides d'Amérique du Nord et d'Asie,.